# پراتیما (فیلم)
پراتیما یا تصویر (به انگلیسی: Pratima) فیلمی هندی محصول سال ۱۹۴۵ و به کارگردانی پایدی جیراج است. در این فیلم بازیگرانی همچون دیلیپ کومار، سورن لتا، ممتاز علی و شاه نواز ایفای نقش کرده‌اند.